# Sopa de anguila

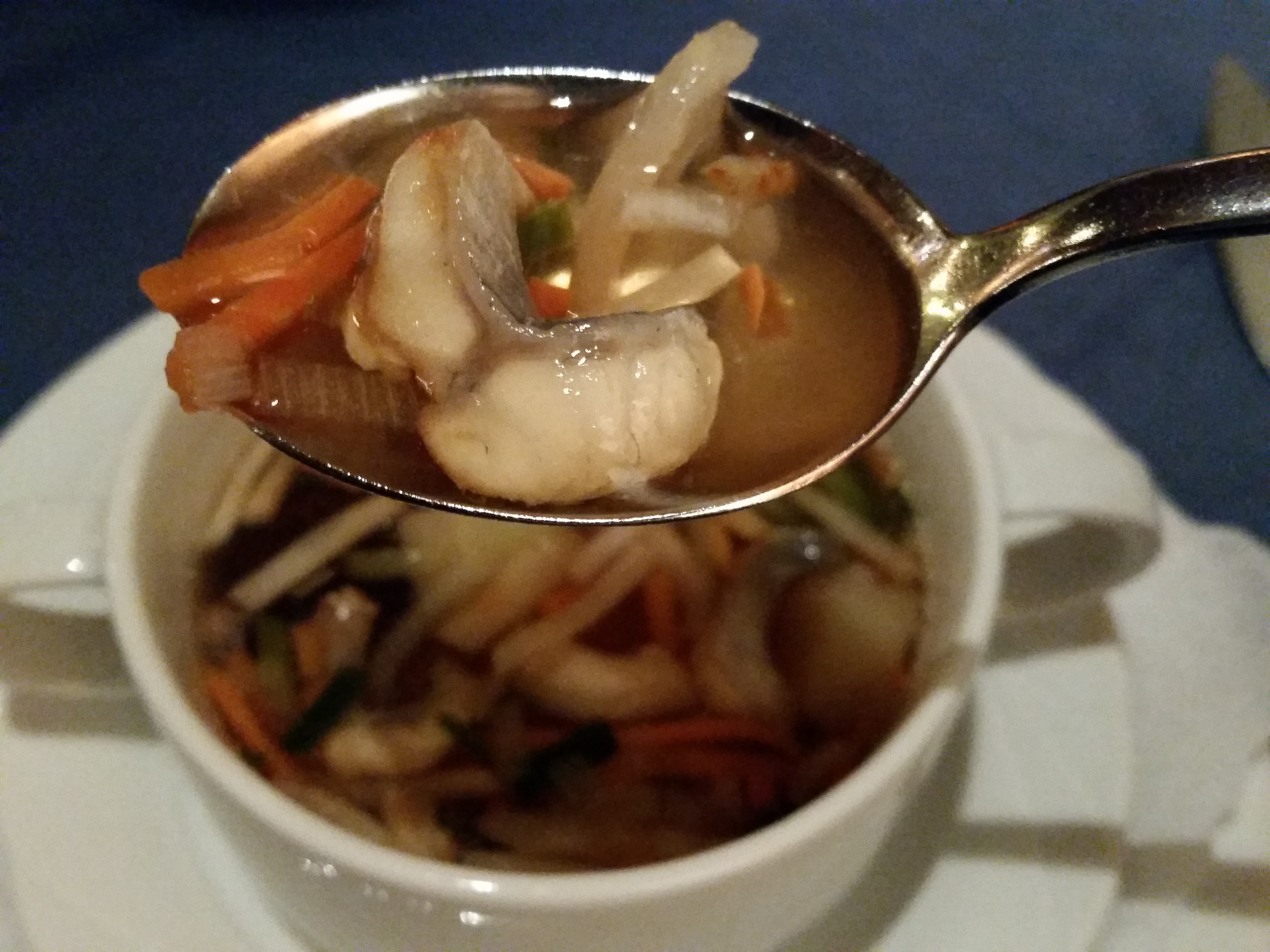
Sopa de anguila

La sopa de anguila (en alemán: Aalsuppe) es una especialidad de la Hamburgo (donde cobra la definición: Hamburger Aalsuppe) y de algunas zonas adyacentes como: Países Bajos, Bremen, Holstein y Mecklenburg y que difiere básicamente en los condimentos empleados, pero siempre tiene como ingrediente principal la anguila procedente del Mar del Norte. Es tan popular, y es tan frecuente en los menús de los Restaurantes de estas regiones que ha llegado a convertirse en un signo de identidad de las mismas. Se sirve en forma de sopa caliente y en la mayoría de los casos es un único plato. La variante de la sopa servida sin anguila se denomina Suersupp (saure Suppe o  ‘sopa ácida’) para indicar que no lleva contenido de la carne de la anguila.

## Características
La elaboración inicial se hace a base de un caldo de carne y se cuece con verduras. Al final de la cocción se añaden diferentes frutas secas que le proporcionan el toque dulce al plato, como contraste se añade unas gotas de vinagre para aumentar el sabor ácido. Al final de la cocción se añade la anguila que puede haber sido cocida anteriormente en vino blanco o también la versión ahumada de la misma (que se comercializa por toda la región).

## Variantes
Una de las variantes más conocidas hace que la sopa se sirva con dos Klüten en el plato. Otra variante que se aromatiza con abundantes hierbas aromáticas es la denominada Aalkruut, que suele llevar tomillo, mejorana, perejil, salvia, satureja, albahaca, estragón, portulaca, melisa, eneldo, hojas de apio, acedera y Sedum rupestre.  La variante más popular de todas es la Hamburger Aalsuppe en la que el sabor es un contraste entre el ácido y el dulce, se cocina de forma similar pero los huesos empleados para elaborar el caldo de base han sido puestos en agua con vinagre una noche anterior.